# Adorján Berta
Adorján Berta. született Weisz Berta (Nagyvárad, 1864. február 8. – Budapest, 1941. július 9.) magyar színésznő. Paulay Ede felesége, Paulay Erzsi édesanyja.

## Életútja
Weiss Viktor és Bleyer Anna gyermekeként született. 1883-ban végzett a Színiakadémián, majd a Nemzeti Színház tagja lett. Az ember tragédiája bemutatóján a harmadik arkangyalt játszotta. 1884-ben kötött házasságot Paulay Edével, ekkor visszavonult a színpadtól. Férje 1894-ben elhunyt, ekkor újból vállalt fellépéseket.
Lányának, Paulay Erzsinek keresztapja, Jókai Mór szervezett egy bizottságot, hogy az özvegy színésznő anyagi helyzetén segítsen. Adorján Berta a Jókai- és a Feszty-családdal ezt követően is jó kapcsolatban állt. 1895-től 1914-ig újfent a Nemzeti Színháznál játszott. 1896-tól Aradon lépett színpadra, mint állandó vendég, 1899-ben Somogyi Károly társulatában is láthatta a közönség. Elhunyt 1941. július 9-én délután 3 órakor, örök nyugalomra helyezték 1941. július 11-én délután a Fiumei úti sírkertben.

## Fontosabb szerepei
- Özv. Wiesnerné (Hauptmann: Crampton mester);

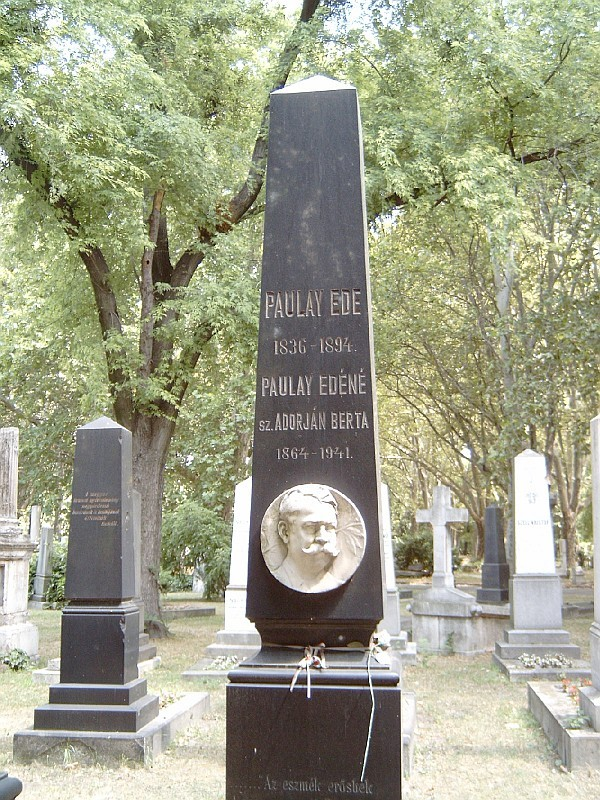
Sírja a Fiumei úti sírkertben (34/1-1-2)

- Cora (Belot: A 47-ik cikk).